# Шипунов Аркадій Георгійович
Аркадій Георгійович Шипунов (7 листопада 1927, Лівни — 25 квітень 2013, Тула) — радянський конструктор, розробник автоматичного стрілецького озброєння авіаційного, морського і наземного базування.
Академік Російської академії наук (1991), доктор технічних наук. З 1962 по 2006 рік — керівник і генеральний конструктор Тульського конструкторського бюро приладобудування. Спільно з В. П. Грязевим розробив сімейство озброєння ГШ, пістолет ГШ-18. Дійсний член РІА (1993), РАРАН (1994).

## Біографія
Народився 7 листопада 1927 року в місті Лівни Орловської області.
У 1950 році з відзнакою закінчив машинобудівний факультет Тульського механічного інституту за спеціальністю «Стрілецькі і артилерійські системи і установки».
Трудову діяльність розпочав в 1950 році в НДІ-61 (пізніше — ЦНДІТочмаш) в місті Климовське Московської області, де пройшов шлях від інженера до заступника головного інженера.
У 1955 році захистив дисертацію на здобуття наукового ступеня кандидата технічних наук.
У 1962 році став керівником і генеральним конструктором ЦКБ-14, надалі перетвореного в державне унітарне підприємство «Конструкторське бюро приладобудування» в місті Тула.
На рахунку Аркадія Шипунова сотні наукових праць і винаходів.
25 квітня 2013 року Аркадій Георгійович Шипунов помер на 86-му році життя.
Похований 29 квітня 2013 року на Троєкурівському цвинтарі в Москві поряд з дружиною.
У місті Тула є вулиця, названа на честь А. Шипунова.

## Нагороди та звання

### Державні нагороди Російської Федерації та СРСР
- Герой Соціалістичної Праці (Указ Президії Верховної Ради СРСР («закритий») від 1979 року, орден Леніна і медаль «Серп і Молот»)
- Орден «За заслуги перед Вітчизною» II ступеня (28 жовтня 2002 року)
- Орден «За заслуги перед Вітчизною» III ступеня (7 листопада 1997 року) — за заслуги перед державою, вагомий особистий внесок у створення спеціальної техніки і зміцнення обороноздатності країни[2]
- Орден «За заслуги перед Вітчизною» IV ступеня[3]
- Орден Леніна (1984)
- Орден Жовтневої Революції (1971)
- Орден Трудового Червоного Прапора (1989)
- Орден «Знак Пошани» (1966)
- Медаль «За бойові заслуги» (1966)
- Медаль «В ознаменування 100-річчя з дня народження Володимира Ілліча Леніна» (1970)
- Медаль Жукова (1996)

### Премії
- Лауреат Державних премій СРСР (1968, 1975, 1981)
- Лауреат Ленінської премії (1982)
- Лауреат Державних премій РФ (1998, 1999)
- Лауреат премії ім. С. І. Мосіна (1966, 1975, 1981, 1986, 2002)
- Лауреат премії Уряду Російської Федерації в галузі науки і техніки (2005)
- Лауреат премії «Людина року» (2000, 2005)

### Звання
- Почесний громадянин Тули (14 листопада 1997) та Тульської області
- Почесний працівник вищої професійної освіти РФ (2000).

## Цитати
|  | Я всегда опирался на Василия Александровича Стародубцева, обопрусь и сейчас |

(рос.).